# Підводні човни типу «Барбел»
| ПЧ типу «Барбел»                        | ПЧ типу «Барбел»                                                                   | ПЧ типу «Барбел»                                                                   |
| --------------------------------------- | ---------------------------------------------------------------------------------- | ---------------------------------------------------------------------------------- |
| Barbel-class submarine                  |                                                                                    |                                                                                    |
|                                         |                                                                                    |                                                                                    |
| Човен «USS Blueback (SS-581)», Портланд |                                                                                    |                                                                                    |
| Під прапором                            | США                                                                                | США                                                                                |
| Спуск на воду                           | 1956—1969 рр. (3 човни)                                                            | 1956—1969 рр. (3 човни)                                                            |
| Виведений зі складу флоту               | 1988—1990 рр                                                                       | 1988—1990 рр                                                                       |
| Сучасний статус                         | 2 утилізовані, 1 став музейним експонатом                                          | 2 утилізовані, 1 став музейним експонатом                                          |
| Проєкт                                  |                                                                                    |                                                                                    |
| Розробник проєкту                       | Portsmouth Naval Shipyard, Ingalls Shipbuilding, New York Shipbuilding Corporation | Portsmouth Naval Shipyard, Ingalls Shipbuilding, New York Shipbuilding Corporation |
| Класифікація НАТО                       | Barbel                                                                             | Barbel                                                                             |
| Основні характеристики                  |                                                                                    |                                                                                    |
| Швидкість (надводна)                    | 14 вузлів (26 км/год)                                                              | 14 вузлів (26 км/год)                                                              |
| Швидкість (підводна)                    | 18,5 вузлів (34,3 км/год)                                                          | 18,5 вузлів (34,3 км/год)                                                          |
| Гранична глибина занурення              | 217 м                                                                              | 217 м                                                                              |
| Автономність плавання                   | 75 днів (31 000 км ходу)                                                           | 75 днів (31 000 км ходу)                                                           |
| Екіпаж                                  | 77 осіб                                                                            | 77 осіб                                                                            |
| Розміри                                 |                                                                                    |                                                                                    |
| Довжина найбільша (по КВЛ)              | 66,9 м                                                                             | 66,9 м                                                                             |
| Ширина корпусу найб.                    | 8,8 м                                                                              | 8,8 м                                                                              |
| Середня осадка (по КВЛ)                 | 7,6 м                                                                              | 7,6 м                                                                              |
| Озброєння                               |                                                                                    |                                                                                    |
| Торпедно- мінне озброєння               | 6 носових ТА калібру 21 дюймів — 533 мм, 18 торпеди                                | 6 носових ТА калібру 21 дюймів — 533 мм, 18 торпеди                                |
| Зображення на Вікісховищі               |                                                                                    |                                                                                    |

Підводні човни типу «Барбел» — 3 підводних човни ВМС США, котрі були першими серійними човнами побудованими з краплеподібними обводами корпусу. Другою новацією слало розміщення бойового командного центру всередині міцного корпусу, а не в надбудові, на відміну від їх попередників. І вони були останнім типом дизельних підводних човнів США, після котрих там будувалися тільки атомоходи. Вважалися досконалими дизельними підводними човнами..
Нідерландський тип підводних човнів Zwaardvis будувався на основі човнів типу «Барбел», і вони з Нідерландів продавалися в Китай, де служили під назвою «Хай». Також на них є дуже подібним радянський тип підводних човнів «Палтус» (проєкт 877), побудований у 1980-х, через 20 років.

## Представники
| Назва                 | Завод                             | закладений | Спущений на воду | Переданий флоту | Виведений з флоту | Утилізований                                  |
| --------------------- | --------------------------------- | ---------- | ---------------- | --------------- | ----------------- | --------------------------------------------- |
| USS Barbel (SS-580)   | Portsmouth Naval Shipyard         | 24.08.1955 | 18.05.1956       | 19.07.1959      | 4.12.1989         | 30.01.2001                                    |
| USS Blueback (SS-581) | Ingalls Shipbuilding              | 29.06.1956 | 15.04.1957       | 16.05.1959      | 1.10.1990         | Став музейним експонатом 30.10.1990 в Орегоні |
| USS Bonefish (SS-582) | New York Shipbuilding Corporation | 29.06.1956 | 3.06.1957        | 9.07.1959       | 28.09.1988        | 28.02.1989                                    |

## Порівняльна таблиця ТТХ однотипних ПЧ до «Барбеля»
| Назва типу, країна   | Початок передачі флоту | ТА 533-мм (торпед) | Тоннаж; пустий, надводний повний, підводний) | Габарити; довжина, ширина, | Швидкість; надводна, підводна                          | Робоча глибина | Час підводного ходу (год) з швидкістю 3 вузли (5,7 км/год) | Автономність                           | Екіпаж, осіб | Потужність дизель-генераторів  | Потужність електродвигунів      |
| -------------------- | ---------------------- | ------------------ | -------------------------------------------- | -------------------------- | ------------------------------------------------------ | -------------- | ---------------------------------------------------------- | -------------------------------------- | ------------ | ------------------------------ | ------------------------------- |
| «Барбел», США        | 1958                   | 6 (18)             | 1745 т, 2316 т, 2644 т                       | 66,8 м, 8,8 м              | 12 вузлів (22,8 км/год), 25 вузлів (48 км/год)         | 217 м          | 102 год                                                    | 75 діб, 19000 миль (31000 км)          | 77           | 9450 к.с. (6900 кВт)           | 58009 к.с. (4100 кВт)           |
| 877- Палтус, СРСР    | 1882                   | 6 (18)             | 2040 т, 2300 т, 3040 т                       | 72,6-73,8 м, 9,9 м         | 10 вузлів (19 км/год), 17-19 вузлів (32,3-36,1 км/год) | 240 м          | 133 год                                                    | 45 діб, 6000-7500 миль (9800-12200 км) | 57           | 2740-4110 к.с. (2000-3000 кВт) | 4050-5500 к.с. (2960- 4020 кВт) |
| Звардвіс, Нідерланди | 1972                   | 6 (20)             | 2100 т, 2408 т, 2640 т                       | 66,9 м, 8,4 м              | 13 вузлів (24 км/год), 20 вузлів (37 км/год)           | 220 м          | ?                                                          | 40 діб, 10000 миль (16300 км)          | 67           | 12200 к.с (9300 кВт)           | 5100 к.с (3800 кВт)             |